# Ham-Sud
Pour les articles homonymes, voir Ham.
Ham-Sud est une municipalité du Québec située dans la MRC des Sources en Estrie.
Ham-Sud est une ville à vocation touristique, forestière et agricole.

## Toponymie
« Colonisé vers le milieu du XIXe siècle, le canton de Ham-Sud, proclamé en 1851, évoque un village du comté d'Essex en Angleterre. L'un des premiers arrivants, Joseph Dion, verra son prénom sanctifié à l'enseigne du patron du Canada et attribué d'abord à la mission ouverte en 1869, puis à la paroisse érigée tant canoniquement que civilement en 1877. La municipalité de paroisse instaurée deux ans plus tard reprendra tout naturellement la même dénomination, Saint-Joseph-de-Ham-Sud ».

## Histoire
Le 22 octobre 2011, la municipalité de la paroisse de Saint-Joseph-de-Ham-Sud change son nom et son statut pour municipalité de Ham-Sud.
Les premiers habitants d'Ham-Sud sont les loyalistes américains, suivi d'immigrants provenant du Royaume-Uni 

## Géographies
Ham-Sud est à 20 km à l'est de Wotton et à 50 km au sud-ouest de Thetford Mines. Elle est traversée par la route 257.

## Démographie
| 1996 | 2001 | 2006 | 2011 | 2016 | 2021 |
| ---- | ---- | ---- | ---- | ---- | ---- |
| 233  | 235  | 219  | 225  | 235  | 214  |

## Administration
Les élections municipales se font en bloc pour le maire et les six conseillers.
| Ham-Sud Maires depuis 2001                                                                                           |                  |         |          |
| Élection | Maire            | Qualité | Résultat |
| 2001 | Rénald Boisvert  |         | Voir     |
| 2005 | Langevin Gagnon  |         | Voir     |
| 2009 | Langevin Gagnon  | Voir    |          |
| 2013 | Georges St-Louis |         | Voir     |
| n/d | Serge Bernier    |         | Voir     |
| 2017 | Serge Bernier    | Voir    |          |
| 2021 | Serge Bernier    | Voir    |          |
| Élection partielle en italique Depuis 2005, les élections sont simultanées dans toutes les municipalités québécoises |                  |         |          |